# Helen E. Burbank
Helen Elizabeth Burbank (* 27. Juli 1898 in Otego, Otsego County (New York); † 22. Februar 1981 in Berlin (Vermont)) war eine US-amerikanische Politikerin, die von 1947 bis 1949 Secretary of State von Vermont war.

## Leben
Burbank wurde als Tochter von Horace J. Burbank und Edith L. Wicks in Otego, New York geboren. Ihre Ausbildung machte sie an der St. Johnsbury Academy und trat 1917 in den Staatsdienst ein.
Burbank war Mitglied der Vermonter Schwesterpartei der Republikanischen Partei und hatte in der Administration des Staates Vermont verschiedene Ämter inne. So war sie für Corporations zuständig. Ebenso war sie in der Public Records Commission und in der  Commission for Real Eastate Licenses tätig.
1920 begann sie im Büro des Secretary of State von Vermont zu arbeiten. Von Rawson C. Myrick wurde sie zur Assistant Temporary Secretary ernannt und war ab 1927 Deputy Secretary of State unter Howard E. Armstrong. Nach Myricks Rücktritt vom Amt des Secretary of State am 1. September 1947 wurde Burbank am 15. Oktober 1947 zu dessen Nachfolgerin ernannt. Sie war die erste Frau, die diese Position innehatte; nach ihr gab es mit Deborah Markowitz auch nur eine weitere Frau.
Nach dem frühen Tod ihres Vaters lebte Burbank mit ihrer Mutter Edith Burbank zusammen. Helen E. Burbank starb am 22. Februar 1981 in Berlin (Vermont). Ihr Grab befindet sich auf dem Mount Pleasant Cemetery Saint Johnsbury.